# Chellington
Chellington är en by i civil parish Carlton and Chellington, i kommunen Borough of Bedford, i grevskapet Bedfordshire i England. Byn är belägen 11 km från Bedford. Chellington var en civil parish fram till 1934 när blev den en del av Carlton and Chellington. Civil parish hade 78 invånare år 1931.